# Ypthima leechi
Ypthima leechi är en fjärilsart som beskrevs av Forster 1948. Ypthima leechi ingår i släktet Ypthima och familjen praktfjärilar. Inga underarter finns listade i Catalogue of Life.